# Catophractes
Genre
Classification phylogénétique
Catophractes est un genre de plantes à fleurs de la famille des Bignoniaceae dont les espèces sont originaires d'Afrique.

## Répartition
Afrique tropicale et du sud.

## Liste d'espèces
- Catophractes alexandri
- Catophractes brevispinosus
- Catophractes kolbeana
- Catophractes welwitschii